# Friðrik Ómar
Friðrik Ómar Hjörleifsson (1981), más conocido como Friðrik Ómar, es un cantante islandés. Fuera de su país, probablemente sea más conocido por representar a Islandia en el Festival de la Canción de Eurovisión 2008, como uno de los vocalistas principales de la formación Euroband.

## Biografía
Friðrik Ómar nació el 4 de octubre de 1981 en Akureyri, Islandia. Empezó tocando la batería, a los cinco años, cuando su hermano mayor le regaló una. A los ocho se le pidió cantar en un festival de su escuela, siendo esa su primera presentación en público. Empezó a tocar la guitarra y el piano, y escribió su primera canción cuando tenía diez años. Formó parte de varias bandas juveniles, y cantó en un acto para el presidente de Islandia en su localidad de residencia, Dalvík, acompañado del coro local. Después de ganar una serie de concursos de canciones, se mudó a la capital, Reykjavík, en 2003.

### Carrera
A lo largo de su carrera, ha participado en varios espectáculos musicales populares, ha trabajado con algunos de los cantantes más conocidos de Islandia y ha estado al frente de varias bandas. Antes de cumplir los 18 años, ya había editado dos trabajos: Jólasalat (1997) y Hegg ekki af mér hælinn (1998). Entre 2005 y 2007 graba con Guðrún Gunnars la serie de tres discos Ég skemmti mér, con canciones populares islandesas. En 2006, debuta en el Söngvakeppni Sjónvarpsins, festival anual en el que se elige al representante islandés para el Festival de Eurovisión, con la canción Það sem verður, obteniendo el 3.er puesto. Ese mismo año, publica su álbum Annan dag, por el cual fue nominado como "cantante del año" en los premios de la música islandesa. En 2007, vuelve a presentarse a la preselección, con el tema Eldur, obteniendo el 2.º puesto.

### Eurobandið
Eurobandið fue establecido en marzo de 2006, cuando unió fuerzas con la cantante islandesa Regína Ósk, quien también había participado en el Söngvakeppni Sjónvarpsins de ese año. En 2008, lograron el triunfó en la preselección islandesa, con la canción, Fulkominn líf, versionada al inglés como "This Is My life". En el Festival de la Canción de Eurovisión 2008, en Belgrado, Serbia, el grupo, presentado como Euroband, obtuvo el 8.º puesto en la segunda semifinal y el 14.º en la final, proporcionando el mejor resultado para Islandia en el Festival desde el 2003.

### Siguientes proyectos
Friðrik Ómar, una vez más, participó en el Festival de la Canción de Eurovisión 2009, aunque esta vez como corista de la representante islandesa, Yohanna. En 2009 y 2011, publicó dos álbumes colaborativos con el cantante feroés Jógvan Hansen, Vinalög y Barnalög, respectivamente. En 2010, publicó el álbum ELVIS en homenaje al "Rey de Rock", Elvis Presley. En 2012, editó un nuevo álbum, titulado Outside the Ring. En 2013, publicó Kveðja y, en 2015, editó un nuevo álbum navideño, Heima um jólin. En 2019, una vez más, resultó 2.º en las finales islandesas para Eurovisión con la canción "Hvað ef ég get ekki elskað?".
Con el correr de los años, ha hecho numerosas actuaciones con la Orquesta Sinfónica Islandesa, como la música de la película War of the Worlds, un homenaje a George Michael, la serie de conciertos de Navidad Frostroses y un concierto de homenaje a Eurovisión entre otros proyectos.

## Discografía

### Álbumes

#### Solista
- Hegg ekki af mér hælinn (1998)[3]
- Annan dag (2006)[4]
- ELVIS (2010)
- Outside the Ring (2012)[5]
- Kveðja (2013)[6]
- Heima um jólin (2015)

#### Eurobandið
- This Is My Life (2008)[7]

#### Guðrún Gunnars & Friðrik Ómar
- Ég skemmti mér (2005)[8]
- Ég skemmti mér í sumar (2006)[9]
- Ég skemmti mér um jólin (2007)[10]
- Góða skemmtun (2016)

#### Friðrik Ómar & Jógvan Hansen
- Vinalög (2009)[11]
- Barnalög (2011)[12]

#### Otras Colaboraciones
- Í minningu Vilhjálms Vilhjálmssonar (2008) (con Guðrún Gunnarsdóttir, Pálmi Gunnarsson, Stefán Hilmarsson)[13]
- Hátíðin Heilsar (2010) (con Garðar Thór Cortes, Guðrún Gunnarsdóttir, Hera Björk, Jóhann Friðgeir, Margrét Eir & Ragnhildur Gísladóttir)[14]

### Sencillos
- Jólasalat (1997)
- Desember (2018)

#### Söngvakeppni Sjónvarpsins
- Það sem verður (2006)
- Eldur (2007)
- Fulkominn líf (2008) (formando parte de Euroband)
- Hvað ef ég get ekki elskað? (2019)